# Fissidens yokohamensis
Fissidens yokohamensis är en bladmossart som beskrevs av Jean Édouard Gabriel Narcisse Paris 1900. Fissidens yokohamensis ingår i släktet fickmossor, och familjen Fissidentaceae. Inga underarter finns listade i Catalogue of Life.